# Resident Evil 3
Resident Evil 3 is een computerspel ontwikkeld en uitgegeven door Capcom voor Windows, PlayStation 4 en Xbox One. Het survival horrorspel is uitgekomen op 3 april 2020.
Het spel is een remake van de oorspronkelijke Resident Evil 3: Nemesis die in 2000 uitkwam.

## Plot
Het verhaal speelt zich af in 1998 en volgt de hoofdpersonages Jill Valentine en Carlos Oliveira in hun poging een apocalyps van zombies te overleven, terwijl ze worden achtervolgd door Nemesis, een intelligent biowapen.

## Spel
In het survival horrorspel nemen de hoofdpersonages het op tegen diverse monsters. In tegenstelling tot het origineel, heeft de remake een cameraperspectief dat de speler achtervolgt.
De remake bevat ook een online multiplayer-modus genaamd Resident Evil: Resistance, waarin een team van vier spelers het opneemt tegen een 'meesterbrein' dat vallen, vijanden en andere obstakels kan creëren.

## Ontvangst
| Recensiescore             | Recensiescore                 |
| Recensieverzamelaar       | Score                         |
| ------------------------- | ----------------------------- |
| Metacritic                | 78% (PC) 80% (PS4) 85% (XONE) |
| Publicist                 | Score                         |
| Destructoid               | 8                             |
| Electronic Gaming Monthly | 4/5                           |
| Game Informer             | 9                             |
| GamesRadar+               | 4/5                           |
| IGN                       | 9                             |
| PC Gamer (VS)             | 58%                           |
| Power Unlimited           | 81%                           |

Resident Evil 3 ontving positieve recensies. Men prees het grafische gedeelte, de gameplay, de muziek en het hogere tempo. Enige kritiek was er op het oppervlakkige karakter van het spel en het ontwerp van eindbaas Nemesis.
Op aggregatiewebsite Metacritic heeft het spel verzamelde scores van 78% (PC), 80% (PS4) en 85% (XONE).

## Ontwikkeling
Het spel was circa drie jaar in ontwikkeling voordat het werd aangekondigd in 2019 tijdens een presentatie over de PlayStation. Het draait op de RE-Engine die ook in eerdere spellen in de serie is toegepast. De multiplayer-mode, genaamd Resident Evil: Resistance, is ontwikkeld als een onderdeel waarmee spelers online via het internet kunnen spelen.